# Asteroschema igloo
Asteroschema igloo is een slangster uit de familie Asteroschematidae.
De wetenschappelijke naam van de soort werd in 1980 gepubliceerd door Baker.